# Mns Teungoh
Mns Teungoh is een bestuurslaag in het regentschap Pidie Jaya van de provincie Atjeh, Indonesië. Mns Teungoh telt 971 inwoners (volkstelling 2010).